# Philipp Furtwängler
Pour les articles homonymes, voir Furtwängler.
Philipp Furtwängler, né le 21 avril 1869 à Elze en province de Hanovre et mort le 19 mai 1940 à Vienne en Autriche, est un mathématicien allemand spécialiste en théorie des nombres. 

## Biographie
Il est un cousin de l'archéologue Adolf Furtwängler, le père du chef d'orchestre Wilhelm Furtwängler.
Philipp Furtwängler écrit une thèse de doctorat en 1896 à l'université de Göttingen, Zur Theorie der in Linearfaktoren zerlegbaren ganzzahligen ternären kubischen Formen ([Contribution] à la théorie des formes cubiques ternaires entières décomposables en facteurs linéaires), sous la direction de Felix Klein. 
La plus grande partie de sa vie professionnelle, de 1912 à 1938, se déroule à l'université de Vienne, où il enseigne notamment à Kurt Gödel. 
À la suite d'une maladie, il devient paralytique, et enseigne alors assis sur un fauteuil roulant.
Il est aujourd'hui surtout connu pour sa contribution, en 1930, au théorème de l'idéal principal en théorie des corps de classes.